# 당단백질

N-결합 단백질의 Asn 잔기(Asn-x-Ser/Thr 모티프)에서 N-결합 글리코실화(N-글리칸의 N-글리코실화)

당단백질(糖蛋白質, 영어: glycoprotein)은 아미노산 곁사슬에 올리고당 사슬(글리칸)이 공유 결합된 단백질이다. 탄수화물은 동시 번역 또는 번역 후 변형으로 단백질에 부착된다. 이러한 과정을 글리코실화라고 한다. 세포 밖으로 분비되는 단백질들은 보통 글리코실화된다.
세포 외로 연장되는 구획을 갖는 단백질에서 세포 외 분절도 보통 글리코실화된다. 당단백질은 보통 중요한 내재성 막 단백질이며, 세포-세포 상호작용에서 역할을 한다. 분비 시스템의 소포체 기반 글리코실화와 가역적 세포질-핵 글리코실화를 구별하는 것이 중요하다. 세포질과 핵의 당단백질은 인산화의 역수로 간주되는 단일 N-아세틸글루코사민(GlcNAc) 잔기의 가역적 첨가를 통해 변형될 수 있으며, 이들의 기능은 인산화 기반의 신호 전달을 제어하는 추가 조절 메커니즘일 가능성이 높다. 대조적으로 고전적인 분비 글리코실화는 구조적으로 필수적일 수 있다. 예를 들어 아스파라진에 연결된, 즉 N-결합 글리코실화의 저해는 적절한 당단백질의 접힘을 방지할 수 있고 완전한 저해는 개별 세포에 독성을 나타낼 수 있다. 대조적으로 소포체 및 골지체 모두에서 일어나는 글리칸 가공(글리칸에 탄수화물 잔기의 효소적 제거/첨가)의 작은 변화는 분리된 세포(글리코사이드 저해제와의 생존에 대한 증거로)에 대해 없어서는 안되지만, 사람에게 질병(선천성 글리코실화 장애)을 유발할 수 있으며 모델 동물에서 치명적일 수 있다. 따라서 글리칸의 미세한 처리는 세포 운반과 같은 내인성 기능에 중요할 수 있지만, 이것은 숙주-병원체 상호작용에 있어서 부차적인 역할을 할 가능성이 높다. 숙주-병원체 상호작용의 잘 알려진 예로는 ABO식 혈액형 시스템이 있다.
여러 유형의 당단백질이 있지만 가장 흔한 것은 N-결합 당단백질과 O-결합 당단백질이다. 이 두 가지 유형의 당단백질은 이름에서 의미하는 것과 같이 구조적 차이로 구별된다. 당단백질은 구성이 매우 다양하여 항체나 호르몬과 같은 다양한 화합물을 만든다. 체내에서의 다양한 기능으로 인해 의료용 당단백질의 합성에 대한 관심이 높아지고 있다. 현재 단백질의 재조합 및 글리코실화를 포함하여 당단백질을 합성하는 여러 방법이 있다.
글리코실화는 또한 O-N-아세틸글루코사민(O-GlcNAc) 형태의 핵질 단백질에서 일어나는 것으로 알려져 있다.

## 글리코실화의 종류
글리코실화에는 몇 가지 유형이 있지만, N-결합 글리코실화와 O-결합 글리코실화가 가장 일반적이다.
- N-결합 글리코실화에서 당은 일반적으로 아스파라긴의 아마이드 곁사슬의 질소에 부착된다.
- O-결합 글리코실화에서 당은 일반적으로 세린 또는 트레오닌의 산소에 부착되지만, 티로신이나 비표준 아미노산인 하이드록시리신 및 하이드록시프롤린에도 부착된다.
- P-결합 글리코실화에서 당은 포스포세린의 인에 부착된다.
- C-결합 글리코실화에서 당은 트립토판에 만노스를 첨가하는 것과 같이 탄소에 직접적으로 부착된다.
- S-결합 글리코실화에서 β-GlcNAc는 시스테인 잔기의 황 원자에 부착된다.[7]
- 글리피화에서 글리코실포스파티딜이노시톨(GPI) 당지질은 폴리펩타이드의 C-말단에 부착되어 막 앵커로 역할을 한다.
- 비효소적 글리코실화로도 알려져 있는 당화에서 당은 효소에 의한 조절 작용이 없이 마이야르 반응을 통해 단백질 또는 지질 분자에 공유 결합된다.

## 단당류

당단백질에서 흔히 발견되는 8가지 당

진핵생물의 당단백질에서 흔히 발견되는 단당류는 다음과 같다.
| 당                 | 유형                      | 약자   |
| ------------------ | ------------------------- | ------ |
| β-D-포도당         | 헥소스                    | Glc    |
| β-D-갈락토스       | 헥소스                    | Gal    |
| β-D-만노스         | 헥소스                    | Man    |
| α-L-푸코스         | 디옥시헥소스              | Fuc    |
| N-아세틸갈락토사민 | 아미노헥소스              | GalNAc |
| N-아세틸글루코사민 | 아미노헥소스              | GlcNAc |
| N-아세틸뉴라민산   | 아미노논울로손산 (시알산) | NeuNAc |
| 자일로스           | 펜토스                    | Xyl    |

당 그룹은 단백질 접힘을 돕고, 단백질의 안정성을 개선하며 세포 신호전달에 관여한다.

## 예
체내에서 발견되는 당단백질의 한 예는 호흡 기관 및 소화 기관에서 분비되는 점액에 포함된 뮤신이다. 뮤신에 부착된 당은 상당한 수분 보유 능력을 가지고 있으며, 소화 효소에 의한 단백질 분해에 저항성을 부여한다.
당단백질은 백혈구 인식에서 중요한 역할을 한다. 면역계에서 작용하는 당단백질의 예는 다음과 같다.
- 항원과 직접적으로 상호작용을 하는 항체(면역글로불린)과 같은 분자.
- 세포 표면에서 발현되고 후천성 면역 반응의 일부로서 T 세포와 상호작용하는 주조직 적합성 복합체(MHC)의 분자.
- 적혈구 표면의 시알릴 루이스 X 항원.

ABO식 혈액형 적합성 항원의 H 항원. 당단백질의 다른 예들은 다음과 같다.
- 생식샘 자극 호르몬(황체 형성 호르몬, 여포 자극 호르몬)
- 당단백질 IIb/IIIa, 정상적인 혈소판 응집 및 내피에 대한 부착에 필요한 혈소판에서 발견되는 인테그린.
- 난모세포를 둘러싸고 있는 투명대의 구성 성분이며, 정자-난자 상호작용에서 중요하다.
- 결합 조직에서 생성되는 구조적 당단백질. 이들은 결합 조직의 섬유, 세포, 기저 물질을 서로 결합시키는 데 도움이 된다. 이들은 또한 조직의 구성 요소가 뼈의 칼슘과 같은 무기 물질에 결합할 수 있도록 돕는다.
- 당단백질-41(gp41) 및 외피 당단백질-120(gp120)은 HIV의 외피 단백질이다.

용해성 당단백질은 보통 흰자와 혈장에서 높은 점성을 보인다.
- 미라쿨린은 서아프리카 원산인 미라클프루트(Synsepalum dulcificum)의 열매에서 추출한 당단백질로 사람의 혀 수용체를 변경하여 신맛을 단맛으로 인식하도록 만든다.[10]

변이 표면 당단백질은 수면병의 병원체인 트라파노소마 원충(Trypanosoma brucei)이 숙주의 면역 반응을 피할 수 있도록 한다.
인간 면역결핍 바이러스(HIV)의 바이러스 스파이크는 과도하게 글리코실화되어 있다. 스파이크 질량의 약 절반은 글리코실화의 산물이며, 글리칸은 숙주 세포에 의해 조립되어 대체로 "자기"로 인식하도록 만들기 때문에 항체가 인식하는 것을 제한하는 역할을 한다. 시간이 지남에 따라 일부 환자들은 HIV의 글리칸을 인식할 수 있는 항체를 진화시킬 수 있었으며, 소위 "광범위한 중화 항체(broadly neutralising antibodies, bnAbs)"는 일부 글리칸을 인식한다. 이것은 주로 비정상적으로 높은 밀도의 글리칸이 정상적인 글리칸의 성숙을 방해하고 따라서 조기에 고 만노스 상태에 갇혀버리기 때문에 가능하다. 이것은 면역 인식을 위한 창을 제공한다. 또한 이러한 글리칸은 기본적인 단백질보다 훨씬 덜 가변적이기 때문에 백신 설계시 이용가능한 표적으로 부상했다.

## 호르몬
다음은 당단백질인 호르몬들이다.
- 여포 자극 호르몬
- 황체형성 호르몬
- 갑상샘 자극 호르몬
- 인간 융모성 생식샘 자극 호르몬
- 알파-태아단백질
- 에리트로포이에틴

## 당단백질과 프로테오글리칸의 구별
다음은 IUPAC의 권장 사항이다.
| “ | 당단백질은 단백질에 공유 결합된 탄수화물(또는 글리칸)을 포함하고 있는 화합물이다. 탄수화물은 단당류, 이당류, 올리고당류, 다당류 및 이들의 유도체(예: "설포-" 또는 "포스포-"로 치환된)의 형태일 수 있다. 하나이거나 소수 또는 많은 탄수화물의 단위가 존재할 수 있다. 프로테오글리칸은 탄수화물 단위가 아미노당을 포함하고 있는 다당류이며, 당단백질의 하위 부류이다. 프로테오글리칸의 다당류는 글리코사미노글리칸으로도 알려져 있다. | ” |

## 기능
| 기능                             | 당단백질 |
| -------------------------------- | --- |
| 구조 분자                        | 콜라겐 |
| 윤활제 및 보호제                 | 뮤신 |
| 수송 분자                        | 트랜스페린, 세룰로플라스민 |
| 면역 분자                        | 면역글로불린, 조직적합성 항원 |
| 호르몬                           | 인간 융모성 생식샘 자극 호르몬(HCG), 갑상샘 자극 호르몬(TSH)                                                                     |
| 효소                             | 다양함(예: 알칼리성 인산가수분해효소, 파타틴)                                                                                    |
| 세포 부착 인식 부위              | 세포-세포 상호작용(예: 정자-난모세포), 바이러스-세포 상호작용, 세균-세포 상호작용, 호르몬-세포 상호작용에 관련된 다양한 단백질들 |
| 항결빙 단백질                    | 냉수성 어류의 특정 혈장 단백질                                                                                                   |
| 특정 탄수화물과의 상호작용       | 렉틴, 셀렉틴(세포 부착 렉틴), 항체                                                                                               |
| 수용체                           | 호르몬 및 약물 작용에 관여하는 다양한 단백질                                                                                     |
| 특정 단백질의 접힘에 영향을 미침 | 칼넥신, 칼레티쿨린 |
| 발생의 조절                      | 발생 과정에 관여하는 핵심 단백질인 노치와 그 유사체                                                                              |
| 지혈 (및 혈전증)                 | 혈소판 막 표면의 특정 막 단백질                                                                                                  |

## 분석
당단백질의 검출, 정제 및 구조 분석에 사용되는 다양한 방법들은 다음과 같다.
| 방법                                                                             | 사용 |
| -------------------------------------------------------------------------------- | --- |
| 과아이오딘산-쉬프 염색                                                           | 전기영동 분리 후 당단백질을 분홍색 밴드로 감지한다. |
| 방사성 붕괴 밴드로 당단백질과 함께 배양된 세포의 배양                            | 전기영동 분리 후 방사성 당을 검출한다. |
| 적절한 엔도글리코시데이스 또는 엑소글리코시데이스 또는 인지질가수분해효소로 처리 | 전기영동 이동의 결과적인 변화는 N-글리칸, O-글리칸 또는 GPI 연결을 가지고 있는 단백질과 고함량의 만노스와 복잡한 N-글리칸을 구별하는 데 도움을 준다. |
| 아가로스-렉틴 칼럼 크로마토그래피, 렉틴 친화성 크로마토그래피                    | 사용된 특정 렉틴에 결합하는 당단백질 또는 당펩타이드를 정제한다. |
| 렉틴 친화성 전기영동                                                             | 전기영동 이동의 결과정인 변화는 당의 형태, 즉 탄수화물에서 다른 당단백질의 변형을 구별하고 특징짓는 데 도움을 준다. |
| 산 가수분해에 따른 조성 분석                                                     | 당단백질에 포함된 당을 식별하고, 이에 대한 화학양론을 구하는 데 도움을 준다. |
| 질량분석법                                                                       | 글리칸 사슬의 분자량, 구성, 서열 및 때때로 분지 여부에 대한 정보를 제공한다. 또한 부위별 글리코실화 프로파일링에도 사용할 수 있다. |
| 핵자기 공명 분광법                                                               | 특정 당과 그 서열, 결합 및 글리코사이드 사슬의 아노머 특성을 확인한다. |
| 다중각도 광산란                                                                  | 크기배제 크로마토그래피, UV/Vis 흡수 및 시차 굴절계와 함께 분자량, 단백질-탄수화물 비율, 응집 상태, 크기 및 때때로 글리칸 사슬의 분지 여부에 대한 정보를 제공한다. 조성 구배 분석과 함께 자체 및 이종 결합을 분석하여 라벨링 없이 용액 내 단백질 또는 탄수화물과의 결합 친화도 및 화학양론을 결정한다. |
| 이중편광 간섭법                                                                  | 반응 속도, 친화도 및 관련 입체구조 변화를 포함하여 생체분자 간 상호작용의 기본 메커니즘을 측정한다. |
| 메틸화(결합) 분석                                                                | 당들 사이의 결합을 결정한다. |
| 아미노산 또는 cDNA 시퀀싱                                                        | 아미노산의 서열을 결정한다. |

## 같이 보기
- 소포체 옥시도레덕틴 1
- 여성 정자 저장
- 당질피질
- 글리콤
- 당펩타이드
- 외피 당단백질 GP120
- 당단백질 41
- 미라쿨린
- P-당단백질
- 프로테오글리칸
- 리보포린
- 글리칸
- 단백질
- 단당류

## 더 읽을거리
- Maverakis E, Kim K, Shimoda M, Gershwin ME, Patel F, Wilken R, Raychaudhuri S, Ruhaak LR, Lebrilla CB (February 2015). “Glycans in the immune system and The Altered Glycan Theory of Autoimmunity: a critical review”. 《Journal of Autoimmunity》 57: 1–13. doi:10.1016/j.jaut.2014.12.002. PMC 4340844. PMID 25578468.
- Berg JM, Tymoczko JL, Stryer L (2002). 〈Carbohydrates Can Be Attached to Proteins to Form Glycoproteins〉. 《Biochemistry》 5판. New York: W.H. Freeman. ISBN 978-0-7167-4684-3.